# Адати, Юми
Ю́ми Ада́ти (яп. 安達祐実; род. 14 сентября 1981, Токио, Япония) — японская актриса и певица.

## Биография
Юми Адати родилась 14 сентября 1981 года в Токио и уже в возрасте двух лет сделала свой первый шаг к известности в качестве юной модели. В возрасте двенадцати лет, 23 июня 1993 года, зарекомендовала себя как эстрадная певица в стиле J-Pop, а годом позже стала заниматься профессиональной актёрской карьерой.

## Фильмография
| Год  | Русское название        | Оригинальное название                                                   | Роль            |
| ---- | ----------------------- | ----------------------------------------------------------------------- | --------------- |
| 2010 | ?                       | Kyôretsu môretsu! Kodai shôjo Dogu-chan matsuri! Supesharu mûbî edishon | ?               |
| 2009 | Догу-тян                | The Ancient Dogoo Girl                                                  | ?               |
| 2008 | ?                       | Hitorimake                                                              | ?               |
| 2008 | ?                       | Mitsumei: Kangetsu kasumi kiri                                          | ?               |
| 2006 | ?                       | Keijiro engawa nikki 3                                                  | Сацуки Юкино    |
| 2006 | Воспоминания о Мацуко   | Kiraware Matsuko no isshô                                               | ?               |
| 2005 | Чердак                  | Loft                                                                    | Ая              |
| 2004 | По следам Джейка        | Densetsu no wani Jeiku                                                  | ?               |
| 2000 | Парящий на ветру        | Kaze wo mita shônen                                                     | Амон (озвучка)  |
| 1998 | ?                       | Ohaka ga nai!                                                           | ?               |
| 1997 | Звездный бойскаут       | Star Kid                                                                | Мика            |
| 1997 | ?                       | Hitotsu yane no shita 2                                                 | Мэгуми Накагава |
| 1997 | Стеклянная маска        | Garasu no Kamen                                                         | Майя Китадзима  |
| 1994 | ?                       | Ie naki ko                                                              | ?               |
| 1994 | ?                       | Hero Interview                                                          | ?               |
| 1993 | Рекс: История динозавра | Rex: kyoryu monogatari                                                  | ?               |
| 1993 | ?                       | Hitotsu yane no shita                                                   | Мэгуми Накагава |
| 1991 | ?                       | Zoku Kamata kôshinkyoku: Ginchan ga iku                                 | ?               |